# Abdulla Goran
Abdulla Goran (in curdo عەبدوڵڵا گۆران,‎; Halabja, 1904 – Sulaymaniyah, 18 novembre 1962) è stato un poeta curdo.

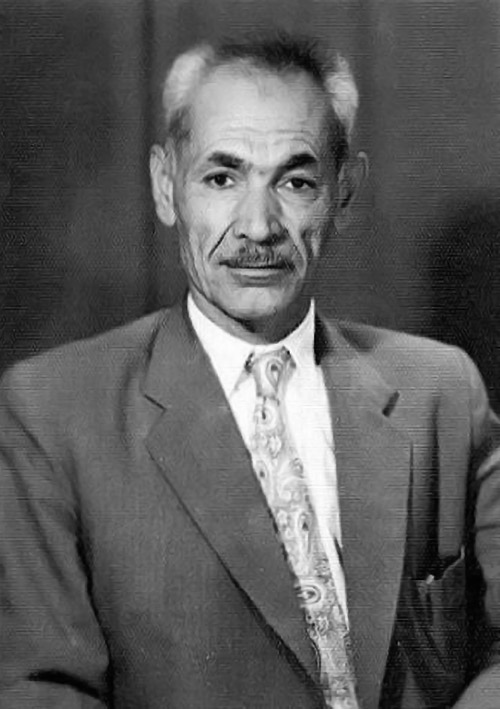

Indubbiamente ha provocato una rivoluzione nella poesia curda, ed è anche chiamato il padre della moderna letteratura curda.  A quel tempo la poesia curda veniva caricata (arricchita) con centinaia di anni di eredità straniera, in particolare l'arabo.  Goran ha cancellato la sua poesia da questa influenza e le ha dato una forma, un ritmo, un linguaggio e un contenuto basati sulla realtà curda e sulla cultura, la natura e le tradizioni folcloristiche curde.  Il metro arabo ('urûz), molto usato in tutte le poesie orientali musulmane, fu scambiato con modelli (modelli) di vecchie canzoni popolari curde, e il vocabolario fu purificato dall'arabo e da altre lingue.